# KLTY
Koordinaten: 32° 35′ 19″ N, 96° 58′ 5″ W
KLTY oder KLTY-FM (Branding: „Lite 94 Christian Music“) ist ein religiöser US-amerikanischer Hörfunksender aus Arlington im US-Bundesstaat Texas. KLTY sendet hauptsächlich christliche Popmusik und ist auf der UKW-Frequenz 94,9 MHz empfangbar. Eigentümer und Betreiber ist die Inspiration Media, Inc., einer Tochter der Salem Media Group.
KLTY gehört zur Contemporary-Christian-Music-Linie von Salem Media. Laut Salem sind alle Inhalte, also jeder gespielte Song, die Radiowerbung, Ankündigungen und alle Redebeiträge so gestaltet, dass sie „Family Friendly“ sind. “94.9 KLTY is in no way controversial.” schreibt KLTY.

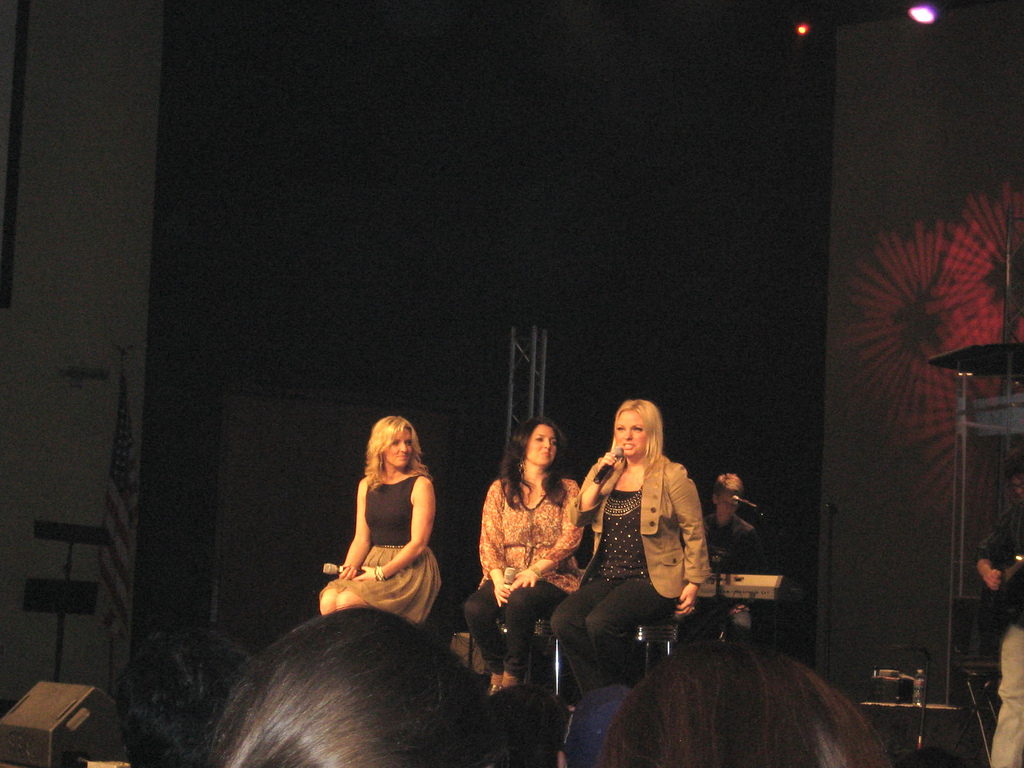
Konzertveranstaltung von KLTY (2010)